# Шикачик мінданайський
Шика́чик мінданайський (Malindangia mcgregori) — вид горобцеподібних птахів родини личинкоїдових (Campephagidae). Ендемік Філіппін. Вид названий на честь австралійського орнітолога Річарда Мак-Грегора. Це єдиний представник монотипового роду Мінданайський шикачик (Malindangia).

## Таксономія
За результатами молекулярно-генетичного дослідження, опублікованими в 2010 році, мінданайського шикачика було переведено до відновленого роду Malindangia.

## Поширення і екологія
Мінданайські шикачики є ендеміками острова Мінданао на півдні Філіппін. Вони живуть у вологих гірських тропічних лісах. Зустрічаються на висоті від 1000 до 1900 м над рівнем моря.